# Harry Seidler
Harry Seidler, AC OBE (25. června 1923 Vídeň – 9. března 2006 Sydney) byl australský architekt narozený v Rakousku, který je považován[kým?] za jednoho z předních představitelů modernistické metodiky v Austrálii.
Seidler navrhl více než 180 budov. Soustavně získával architektonická ocenění každé desetiletí během své téměř 58leté australské kariéry v různých kategoriích – rezidenční práce z roku 1950, komerční práce z roku 1964 a veřejné zakázky ze 70. let.

## Budovy
- 1948–1950: Dům Rose Seidlerové, Wahroonga (předcházející seznam publikací jako Turramurra) (Sydney)
- 1949–1954 Julian Rose House, Wahroonga – rané publikace nazývají Rose House, Turramurra (Sydney)
- 1951–1953: Dům Marcuse Seidlera, Wahroonga (předcházející seznam publikací jako Turramurra) (Sydney)
- 1950: Meller House, Castlecrag (Sydney)
- 1952–1954: Hutter House, Turramurra (Sydney) – od té doby, co byl velmi upraven tak, že ze Seidlerova návrhu téměř nic nezůstalo.
- 1952–1954: Igloo House, také známý jako Williamson House, Mosman (Sydney)
- 1952–1954 Thurlow House, Blakehurst (Sydney)
- 1954 Bowden House, Deakin (Canberra)
- 1957: Glass House, Chatswood (Sydney)
- 1959: Canberra South Bowling Club, Griffith (Canberra) – (od demolice)
- 1960: Ithaca Gardens, Elizabeth Bay (Sydney)
- 1961: Grimson &amp; Rose Exhibition House, Pennant Hills (Sydney) – (od demolice)
- 1958–1961: Blues Point Tower, McMahons Point (Sydney)
- 1961: Wood House, Penrith (Sydney) – protože byl většinou zbořen a velmi pozměněn
- 1961–1967: Australia Square Tower, Sydney
- 1962: Ski Lodge, Thredbo
- 1963: Muller House, Port Hacking (Sydney)
- 1963–1965: Rushcutters Bay Apartments (později nazývaný „Vodnář“, Rushcutters Bay (Sydney)
- 1964–1967: NSW Housing Commission Apartments, Maloney St Eastlakes (Sydney)
- 1964–1968: Garran Group Housing, Canberra – (od demolice)
- 1965–1968: Campbell Group Housing, Canberra – (od překreslení střídáním černé a bílé)
- 1965–1966: Links View Apartments, Earlwood (Sydney)
- 1965–1966: Arlington Apartments, Edgecliff (Sydney)
- 1966–1967: Dům Harryho a Penelope Seidlerových, Killara (Sydney)
- 1969–1970: Condominium Apartments, Acapulco, Mexiko
- 1970–1974: Budova Edmunda Bartona (dříve kanceláře obchodní skupiny), Canberra
- 1971–1972: Gissing House, Wahroonga (Sydney)
- 1971–1972: kanceláře, 41 McClaren St, North Sydney (Sydney)
- 1972–1975: MLC Center, Sydney
- 1973–1977: Velvyslanectví Austrálie, Paříž, Francie
- 1973–1994: Harry Seidler Offices and Apartments, Milsons Point (Sydney)
- 1978–1980: Centrum Karalyka (dříve Ringwoodské kulturní centrum) (mnoho jiných než Seidlerových úprav), Ringwood (Melbourne)
- 1978–1982: 72 apartmánů, Broadbeach (Gold Coast) – (nyní nazývané Broadbeach Waters)
- 1979–1982: Hillside Housing, Augusta Village, Kooralbyn, Queensland.
- 1980–1984: Hong Kong Club Building, Hong Kong Central
- 1981–1983: Merson House, Palm Beach (Sydney)
- 1982–1984: Město Monash (dříve Waverley Civic Center ), Glen Waverley (Melbourne)
- 1982–1984: Lakeview Townhouses (dříve „Yarralumla Group Houses“) Yarralumla (Canberra)
- 1982–1988: Grosvenor Place, Sydney
- 1983–1984: Hannes House, Cammeray (Sydney)
- 1983–1986: Riverside Center, Brisbane
- 1984–1989: 9 Castlereagh St (dříve Capita Center ), Sydney
- 1985: Garden Island Dockyard Workshop, Garden Island (Sydney)
- 1985–1989: 1 Spring Street (dříve Shell House ), Melbourne
- 1987: Hilton Hotel, Elizabeth Street, Brisbane [2]
- 1987–1991 : QV1, Perth
- 1989–1991: Hamilton House, Vaucluse (Sydney)
- 1990: Monash Gallery of Art (s dodatky), Wheelers Hill (vnější Melbourne)
- 1990–1998: Horizon Apartments (původně publikováno jako ABC Apartments), Darlinghurst (Sydney)
- 1993–1998: Wohnpark Neue Donau, Vídeň, Rakousko
- 1994–1995: Meares House, Birchgrove (Sydney)
- 1995–1996: Gilhotra House, Hunters Hill (Sydney)
- 1995–2000: Projekt Grollo Tower, Melbourne (nikdy nebyl postaven)
- 1996–1998: Elizabeth Street Offices, Surry Hills (Sydney) – obsazeno Radou Austrálie
- 1996–1999: Berman House, (původně publikováno jako „House in Southern Highlands“, od roku 2010 prodáváno novým majitelem pro ubytování jako „Seidler House“) Joadja, Nový Jižní Wales
- 1996–2002: Hochhaus Neue Donau, Vídeň, Rakousko
- 1999–2004 Cove Apartments, Sydney
- 1999–2005: Riparian Plaza, Brisbane
- 1999–2000: ARCA Showroom, Perth
- 2001–2006: Meriton Tower, Sydney
- 2001–2003: North Apartments, Sydney
- 2001–2007: Ian Thorpe Aquatic Center (dříve „Ultimo Aquatic Center“), Ultimo, Sydney
- 2004–2009: Vlny na Hamiltonu, řadové domy, ostrov Hamilton, Queensland.
- 2004–2009: Alliance Française Building, Sydney – (jeho poslední komerční a veřejný design)